# Эмма Хикс
Эмма Хикс (англ. Emma Hix; род. 25 октября 1997, Келоуна, Британская Колумбия, Канада) — канадская и американская порноактриса.

## Карьера
Выросла в Келоуне, Британская Колумбия. В течение двух лет работала официанткой. В восемнадцать лет переезжает из Канады в Лос-Анджелес, США. В настоящее время проживает в Лас-Вегасе. Замужем, семья мужа — мормоны.
Начала карьеру в индустрии для взрослых в апреле 2016 года в возрасте 18 лет. Первыми съёмками в порно стала сцена от первого лица. Интересы Хикс в порноиндустрии представляет агентство Foxxx Modeling. Участвует в сценах мастурбации, традиционного, межрасового, лесбийского и анального секса.
Снимается для нескольких десятков студий и сайтов, среди которых: AMKingdom, Brazzers, Cherry Pimps, Evil Angel, Girlsway, Hustler Video, Naughty America, Nubiles Porn, Team Skeet, Twistys, Wicked Pictures, Zero Tolerance Entertainment и множество других.
В ноябре 2018 года стала «Вишенкой месяца» порносайта Cherry Pimps. В июне 2019 года стала Treat of the Month Twistys. В конце января 2020 года студией Team Skeet выбрана первой All-Star of the Month. В мае этого же года журнал Penthouse объявил её «Любимицей месяца». В апреле 2021 года Эмма была названа эротическим сайтом Playboy Plus как All Star of the Month. Также появилась на обложке журнала AVN (июль 2020) и была названа сайтами Холли Рэндолл и Nubiles «Красоткой месяца» (сентябрь 2020) и «Изюминкой месяца» (ноябрь) соответственно.
В марте 2019 года Хикс обвинила режиссёра Джимми Лайфстайлза (англ. Jimmy Lifestyles) в неподобающем и непрофессиональном поведении на съёмках. Сам Лайфстайлз позднее принёс извинения.
По данным сайта IAFD на июнь 2022 года, снялась в более чем 650 сценах и порнофильмах.

## Награды и номинации
| Список наград и номинаций | Список наград и номинаций | Список наград и номинаций | Список наград и номинаций | Список наград и номинаций                                   |
| Год                       | Награда                   | Результат                 | Категория | Фильм                                                       |
| ------------------------- | ------------------------- | ------------------------- | --- | ----------------------------------------------------------- |
| 2020                      | AVN Award                 | Номинация                 | Лучшая сцена группового секса (вместе с Алексом Ди, Ванной Бардо, Заком Уайлдом, Кимбер Вейлс, Майей Биджоу, Сетом Гэмблом, Скарлетт Блум, Хансом и Эмили Уиллис) | Fuck Club 2                                                 |
| 2020                      | AVN Award                 | Номинация                 | Лучшая сцена секса в виртуальной реальности (вместе с Анджелой Уайт и Райаном Дриллером)                                                                          | 2 Broke Girls: A XXX Parody                                 |
| 2020                      | AVN Award                 | Номинация                 | Награда поклонников: любимая порнозвезда (женщина) | н/д                                                         |
| 2020                      | NightMoves Award          | Номинация                 | Лучшая исполнительница | н/д                                                         |
| 2020                      | XBIZ Award                | Номинация                 | Лучшая сцена секса — только секс (вместе с Сетом Гэмблом) | Axel Braun’s Dirty Blondes 3                                |
| 2021                      | AVN Award                 | Номинация                 | Исполнительница года | н/д                                                         |
| 2021                      | AVN Award                 | Номинация                 | Лучшая сцена двойного проникновения (вместе с Джулсом Джорданом и Стивом Холмсом)                                                                                 | Anal Savages 5                                              |
| 2021                      | AVN Award                 | Номинация                 | Лучшая сцена мастурбации/стриптиза | All About Ass 4                                             |
| 2021                      | AVN Award                 | Номинация                 | Наиболее эпатажная сцена (вместе с Наоми Суонн и Рокко Сиффреди)                                                                                                  | Wrapped Up in This Together (из Fashionistas Lost)          |
| 2021                      | AVN Award                 | Номинация                 | Награда поклонников: любимая порнозвезда (женщина) | н/д                                                         |
| 2021                      | AVN Award                 | Номинация                 | Награда поклонников: социальная медиазвезда | н/д                                                         |
| 2021                      | Inked Award               | Номинация                 | Исполнительница года | н/д                                                         |
| 2021                      | Inked Award               | Номинация                 | Лучший анал | н/д                                                         |
| 2021                      | Inked Award               | Номинация                 | Сцена года (вместе с Наоми Суонн и Рокко Сиффреди) | Fashionistas Lost                                           |
| 2021                      | NightMoves Award          | Номинация                 | Лучшая исполнительница | н/д                                                         |
| 2021                      | XBIZ Award                | Номинация                 | Лучшая сцена секса — виньетка (вместе с Майклом Вегасом и Эмили Уиллис)                                                                                           | Under the Bed                                               |
| 2021                      | XBIZ Award                | Номинация                 | Лучшая сцена секса — виртуальная реальность (вместе с Алексом Мэком, Кармен Кальенте и Тиффани Уотсон)                                                            | Party Girls: Spring Break Edition                           |
| 2021                      | XRCO Award                | Номинация                 | Исполнительница года | н/д                                                         |
| 2021                      | XRCO Award                | Номинация                 | Невоспетая сирена года | н/д                                                         |
| 2021                      | XRCO Award                | Номинация                 | Потрясающая аналистка года | н/д                                                         |
| 2022                      | AVN Award                 | Номинация                 | Исполнительница года | н/д                                                         |
| 2022                      | AVN Award                 | Номинация                 | Лучшая оральная сцена (вместе с Майком Адриано, Пейдж Оуэнс и Эйприл Олсен)                                                                                       | Top Tier Sucking                                            |
| 2022                      | AVN Award                 | Номинация                 | Лучшая сцена секса вчетвером/оргии (вместе с Дэвидом Ли, Кэти Куш и Серой Райдер)                                                                                 | Slumber Party Shenannigans                                  |
| 2022                      | AVN Award                 | Номинация                 | Лучшая сцена секса вчетвером/оргии (вместе с Джеем Смузом, Пейдж Оуэнс, Стирлингом Купером и Уитни Райт)                                                          | Sugar and Spice — Scene 6                                   |
| 2022                      | AVN Award                 | Номинация                 | Лучшая сцена триолизма (вместе с Ксандером Корвусом и Шарлоттой Синс)                                                                                             | Fashionista Provocateuse                                    |
| 2022                      | AVN Award                 | Номинация                 | Наиболее эпатажная сцена (вместе с Адрией Рэй и Маркусом Дюпри)                                                                                                   | Emma Hix + Adria Rae: Young Anal 3-Way (из YA! Young Anal)  |
| 2022                      | AVN Award                 | Номинация                 | Наиболее эпатажная сцена (вместе с Джией Дерзой, Кенной Джеймс, Кэндис Дэр и Пейдж Оуэнс)                                                                         | Five Lesbians: Wild-Ass Anal Orgy! (из Frisky Anal Nymphos) |
| 2022                      | Fleshbot Award            | Номинация                 | Лучшая сцена группового секса (вместе с Джианной Диор, Кит Мерсер, Робби Экоу и Сетом Гэмблом)                                                                    | Climax 2 — Scene 4                                          |
| 2022                      | NightMoves Award          | Номинация                 | Лучшая исполнительница | н/д                                                         |
| 2022                      | XBIZ Award                | Номинация                 | Исполнительница года | н/д                                                         |
| 2022                      | XBIZ Award                | Номинация                 | Лучшая сцена секса — виртуальная реальность (вместе с Майком Манчини)                                                                                             | Hix Hicking                                                 |
| 2022                      | XBIZ Award                | Номинация                 | Лучшая сцена секса — гонзо (вместе с Миком Блу и Рамоном Номаром)                                                                                                 | DP Me 11                                                    |
| 2022                      | XRCO Award                | Номинация                 | Исполнительница года | н/д                                                         |
| 2022                      | XRCO Award                | Номинация                 | Оргазмическая оралистка года | н/д                                                         |
| 2023                      | AVN Award                 | Номинация                 | Лучшая сцена секса вчетвером/оргии (вместе с Джианной Диор, Кит Мерсер, Робби Экоу и Сетом Гэмблом)                                                               | Climax 2 — Scene 4                                          |
| 2023                      | XBIZ Award                | Номинация                 | Лучшая сцена секса — полнометражный фильм (вместе с Джианной Диор, Кит Мерсер, Робби Экоу и Сетом Гэмблом)                                                        | Climax 2                                                    |
| 2024                      | AVN Award                 | Номинация                 | Лучшая лесбийская групповая сцена (вместе с Кензи Энн, Кенной Джеймс и Эйприл Олсен)                                                                              | Double, Double Date and Trouble (из Double Love)            |
| 2024                      | AVN Award                 | Номинация                 | Лучшая сцена секса вчетвером/оргии (вместе с Ванной Бардо, Нейтаном Бронсоном и Рокки Эмерсон)                                                                    | Cum Gluttons: Try Not to Cum Challenge                      |
| 2024                      | Pornhub Award             | Номинация                 | Самая популярная исполнительница | н/д                                                         |
| 2024                      | XBIZ Award                | Номинация                 | Лучшая сцена секса — короткометражный фильм (вместе сВанной Бардо, Нейтаном Бронсоном и Рокки Эмерсон)                                                            | Cum Gluttons: Try Not to Cum Challenge                      |
| 2025                      | AVN Award                 | Номинация                 | Лучшая гэнгбэнг-сцена (вместе с Винсом Картером, Данте Колле и Сетом Гэмблом)                                                                                     | Repurposed (из Up to and Including Her Limits 4)            |
| 2025                      | AVN Award                 | Номинация                 | Лучшая лесбийская групповая сцена (вместе с Лили Лу и Хлоей Сурриал)                                                                                              | Sneaky Bellhop Fake Cock Pussy Swap                         |
| 2025                      | AVN Award                 | Победа                    | Лучшая сцена секса от первого лица (вместе с Джулсом Джорданом)                                                                                                   | Emma Hix POV Anal                                           |
| 2025                      | Pornhub Award             | Номинация                 | Самая популярная исполнительница | н/д                                                         |
| 2025                      | XMA Award                 | Номинация                 | Лучшая сцена секса — гонзо (вместе с Кенной Джеймс и Мануэлем Феррарой)                                                                                           | Penis Piñata Party Sneaky Lookalike Threesome               |
| 2025                      | XMA Award                 | Номинация                 | Лучшая сцена секса — первое за карьеру выступление (вместе с Винсом Картером, Данте Колле и Сетом Гэмблом)                                                        | Repurposed                                                  |
| 2025                      | XMA Award                 | Номинация                 | Лучшая сцена секса — только девушки (вместе с Лили Лу и Хлоей Сурриал)                                                                                            | Sneaky Bellhop Fake Cock Pussy Swap                         |
| 2025                      | XMA Award                 | Номинация                 | Лучшая сцена секса — фильм с парочками (вместе с Джеем Ромеро) | The Hunger                                                  |

## Избранная фильмография
| - 2016 — Cum Eating Cuckolds 25 - 2016 — Mick’s Anal Teens 4 - 2017 — My Little Schoolgirl 2 - 2017 — Petite Amateurs 12 - 2017 — Sexual Encounters - 2017 — Spring Break Fuck Parties 10 - 2018 — Amish Girls 3 - 2018 — Black and Blonde 5 - 2018 — Blondes Do It Better 2 - 2018 — Cum Covered Amateurs - 2018 — Family Holiday 2 - 2018 — Girl Scout Nookies 5 - 2018 — He’s My Stepdad - 2018 — I Came Inside A School Girl 4 - 2018 — Moms Teach Sex 15 - 2018 — My Boyfriend’s Dad Makes Me Cum 2 - 2018 — Schoolgirl Bound 5 - 2018 — Super Tight Pussy 2 | - 2018 — Young and Curious 5 - 2019 — Axel Braun’s Short Hair Don’t Care 2 - 2019 — Her Forbidden Fruit - 2019 — I Got Fucked By My Probation Officer 3 - 2019 — It’s A Daddy Thing! 9 - 2019 — Neighborhood Swingers 23 - 2019 — Nuru Assistant - 2019 — Obsession: Lesbian Edition - 2019 — Petite Pussy - 2019 — Princess Cum 5 - 2019 — Tight Fit: Jason Brown - 2020 — All About Ass 4 - 2020 — Anal Beauties 2 - 2020 — Anal Cream Pies 6 - 2020 — Anal Crush - 2020 — Black Boned - 2020 — Hookup Hotshot: Hookup Culture - 2020 — My Boyfriend’s Dad Makes Me Cum 5 |